# 交響曲 (ピツェッティ)
交響曲 イ調（正式名称:イタリア語: Sinfonia in A in celebrazione del XXVIo centenario della fondazione dell'Impero giapponese）は、イルデブランド・ピツェッティが1940年に作曲した交響曲。皇紀2600年奉祝曲として、大日本帝国政府の委嘱により作曲された。
日本国内の文献等においては、初演当時より現在に至るまで「交響曲イ調」として紹介されているが、紀元二千六百年奉祝会が発行したこの楽曲のフルスコアの初版においては「交響曲イ長調」と表記されている。

## 作曲の経緯
詳しくは『皇紀2600年奉祝曲』を参照されたい。
1940年に紀元二千六百年を祝うにあたって、日本政府からドイツ、フランス、イタリア、ハンガリー、イギリス、アメリカに奉祝楽曲の委嘱が行われた際、イタリア政府が奉祝楽曲の作曲家として指名したのは、当時ミラノ音楽院院長職にあったピツェッティであった。
詳しい作曲の日時および経過は明らかではないが、1940年7月に、関係諸機関を通じて日本へ楽譜が届いたことから、それ以前に完成していたものと見られる。

## 初演
1940年12月7日、東京の歌舞伎座で行われた来賓向けの招待演奏会において、ガエタノ・コメリ指揮、紀元二千六百年奉祝交響楽団によって初演された。
同年12月14日に、同じく歌舞伎座において、12月7日と同じ指揮者・管弦楽団によって公開初演された。12月15日には東京歌舞伎座で、12月26日・27日大阪歌舞伎座で再演されている。
12月19日には放送会館第一スタジオからJOAKのラジオ放送によって全国放送された。

## 編成
フルート2、ピッコロ1、オーボエ2、イングリッシュ・ホルン1、クラリネット2、バスクラリネット1、ファゴット2、コントラファゴット1、ホルン4、トランペット3、トロンボーン3、テューバ1、ティンパニ、大太鼓、タムタム、小太鼓、タンバリン、シンバル、ハープ2、チェレスタ、弦六部。
通常の弦楽合奏の編成と違い、ヴィオラパートは第1・第2の形で二つに分けて書かれている。

## 楽曲構成
表題は「交響曲イ長調」であるが、全曲の主音がA音であるというだけであり、イ長調で通して書かれた楽章は存在しない。

### 第1楽章 Andante ma non troppo sostenuto ma teso - （Allegro）
イ短調（正確にはイ音を主音とするフリギア旋法）、4分の3拍子。序奏付きのソナタ形式。
冒頭、ホルンとファゴットのユニゾンにより、グレゴリオ聖歌風の循環主題が提示される。弦楽器、木管楽器も加わって最初の頂点を築くとアレグロの主部に入る。イ短調の飛び跳ねるような第1主題の提示のあとすぐに、ホルンにファンファーレ風の第2主題が登場する。これら二つの主題と、循環主題が駆使されてソナタ形式を構成している。展開部が比較的長めに書かれている。再現部においては、第2主題のファンファーレに導かれて、第1主題がやや変化して再現される。静かにイ短調に終結する。演奏時間約16分。

### 第2楽章 Andante tranquillo
ヘ長調、4分の4拍子、ABAの三部形式。
循環主題を想起させる旋律が、フルートとファゴットに現れると、弦楽合奏で主題が提示される。次第に厚みを増してゆき、最初の頂点をへてB部分に入る。ここはやや速度を落とし、静かな、緊迫感のある音楽になる。内声の細やかな刻みが特徴的である。ヴァイオリン独奏に導かれてA部分が回帰し、ヘ長調で静かに曲を閉じる。演奏時間約9分。

### 第3楽章 Rapido
ニ長調、8分の3拍子、スケルツォ。
メンデルスゾーン風のスケルツォ。木管楽器、弦楽器、ハープに現れる細やかなパッセージと、リズムの刻みの中、ファゴットにスケルツォ主題が現れる。2拍子と3拍子が同時に響く部分もあり、複雑に書かれている。トリオ部分はニ短調、4分の3拍子となり、弦楽器の絶え間ないパッセージとともに、循環主題を想起させる旋律が現れる。ファゴット、フルートに駆け回るような音形は受け渡される。スケルツォ部分が回帰し、派手なクライマックスを築いたあとは非常に静かになり、ハープのパッセージを従えてクラリネットが駆け上がって曲を閉じる。演奏時間約6分。

### 第4楽章 Andante faticoso e pesante - Movimento di marcia molto sostenuto
イ短調（正確にはイ音を主音とするフリギア旋法）、4分の6拍子（主部は2分の2拍子）、序奏付きの行進曲。
ティンパニがニ音を打ち鳴らす上でオーボエを始めとする木管楽器の掛け合いで循環主題が現れる。弦楽器も掛け合いに加わる。頂点を築いて静かになり、テンポを速めてヴィオラに行進曲の主題が提示される。途中やや速度を落として2分の3拍子となり、循環主題と新たな旋律が絡み合う。転調を重ねてもとの調で行進曲が戻ってくる。悲劇的なクライマックスののち、速度を緩め、次第に音量を落とし、循環主題がイ長調で現れる。最後はイ長調主和音の付加六の和音上に静かに終結する。演奏時間約14分。

## 録音と演奏記録
録音は、長らく1940年のラジオ放送時の録音以外存在しなかったが、2017年に新たな録音がリリースされた。
- ガエターノ・コメリ指揮 紀元二千六百年奉祝交響楽団（日本コロムビア S3012 なお、この録音はロームミュージックファンデーションよりCDとして再発売され、さらに2011年5月に、アルトゥス・レーベルの「皇紀二千六百年奉祝楽曲集」に収録された）
- ダミアン・イオリオ指揮 RAI国立交響楽団（ナクソス 8.573613）

また、この1940年の初演後は、ほとんど演奏機会に恵まれていないのが現状である。
- 1959年1月の東京フィルハーモニー交響楽団第48回定期演奏会で演奏された記録が残っている。
- 2016年2月、阿部加奈子指揮のオーケストラ・ニッポニカ第28回演奏会にて久々の再演が行われた[4]。